# Kabinett Macri
Das Kabinett Macri bildete vom 10. Dezember 2015 bis zum 9. Dezember 2019 die Regierung von Argentinien.

## Kabinettsmitglieder
| Amt oder Ressort | Amtsinhaber                                                | Amtsinhaber                                   |
| --- | ---------------------------------------------------------- | --------------------------------------------- |
| Präsident |                                                            | Mauricio Macri                                |
| Vizepräsidentin |                                                            | Gabriela Michetti                             |
| Chef des Ministerkabinetts |                                                            | Marcos Peña                                   |
| Inneres, öffentliche Arbeiten und Wohnungswesen |                                                            | Rogelio Frigerio                              |
| Auswärtige Angelegenheiten und Religionsangelegenheiten |                                                            | Susana Malcorra; bis 12. Juni 2017            |
| Auswärtige Angelegenheiten und Religionsangelegenheiten | Jorge Faurie; ab 12. Juni 2017                             |                                               |
| Verteidigung |                                                            | Julio Martínez; bis 17. Juli 2017             |
| Verteidigung | Oscar Aguad; ab 17. Juli 2017                              |                                               |
| Finanzen |                                                            | Luis Caputo; 2. Januar 2017 bis 14. Juni 2018 |
| Wirtschaft |                                                            | Alfonso Prat-Gay; bis 31. Dezember 2016       |
| Wirtschaft | Nicolás Dujovne; 10. Januar 2017 bis 17. August 2019       |                                               |
| Wirtschaft | Hernán Lacunza; ab 20. August 2019                         |                                               |
| Produktion und Arbeit |                                                            | Francisco Adolfo Cabrera; bis 16. Juni 2018   |
| Produktion und Arbeit | Dante Sica; ab 21. Juni 2018                               |                                               |
| Tourismus |                                                            | Gustavo Santos                                |
| Modernisierung |                                                            | Andrés Horacio Ibarra                         |
| Justiz und Menschenrechte |                                                            | Germán Garavano                               |
| Arbeit, Beschäftigung und soziale Sicherheit (am 3. September 2018 eingegliedert ins Ministerium für Produktion und Arbeit)                                |                                                            | Jorge Triaca                                  |
| Gesundheit (am 3. September 2018 eingegliedert ins Ministerium für Gesundheit und soziale Entwicklung)                                                     |                                                            | Jorge Lemus; bis 21. November 2017            |
| Gesundheit (am 3. September 2018 eingegliedert ins Ministerium für Gesundheit und soziale Entwicklung)                                                     | Adolfo Rubinstein; 21. November 2017 bis 3. September 2018 |                                               |
| Gesundheit und soziale Entwicklung |                                                            | Carolina Stanley                              |
| Bildung, Kultur, Wissenschaft und Technologie |                                                            | Esteban Bullrich; bis 17. Juli 2017           |
| Bildung, Kultur, Wissenschaft und Technologie | Alejandro Finocchiaro; ab 17. Juli 2017                    |                                               |
| Wissenschaft, Technologie und Produktionsinnovation (am 5. September 2018 eingegliedert ins Ministerium für Bildung, Kultur, Wissenschaft und Technologie) |                                                            | Lino Barañao; bis 5. September 2018           |
| Landwirtschaft, Viehzucht und Fischerei |                                                            | Ricardo Buryaile; bis 21. November 2017       |
| Landwirtschaft, Viehzucht und Fischerei | Luis Miguel Etchevehere; ab 21. November 2017              |                                               |
| Umwelt und nachhaltige Entwicklung |                                                            | Sergio Bergman                                |
| Energie (am 3. September 2018 eingegliedert ins Ministerium für Wirtschaft)                                                                                |                                                            | Juan José Aranguren; bis 16. Juni 2018        |
| Energie (am 3. September 2018 eingegliedert ins Ministerium für Wirtschaft)                                                                                | Javier Iguacel; 21. Juni 2018 bis 3. September 2018        |                                               |
| Verkehr |                                                            | Guillermo Dietrich                            |
| Kultur (am 3. September 2018 eingegliedert ins Ministerium für Bildung, Kultur, Wissenschaft und Technologie)                                              |                                                            | Pablo Avelluto; bis 3. September 2018         |
| Kommunikation (am 17. Juli 2017 aufgelöst) |                                                            | Oscar Aguad; bis 17. Juli 2017                |
| Sicherheit |                                                            | Patricia Bullrich                             |